# 魔女18號
《魔女18號》是2009年中華電視公司八點檔連續劇，王鈞、馬競達領導巨人製作公司製作，2009年6月8日至9月30日在華視主頻播出，總共80集，由《歡喜來逗陣》的演員六月、苗可麗、張晨光、王绍偉、趙虹喬、楊銘威再次主演，是部搞笑又有些感人的喜劇。

## 故事大綱
傳說有一群身懷魔法的人，生活在你我的周圍，他們利用魔法，默默解決了許多危機！
在魔法世界中，有「愛上凡人，魔力盡失」的戒律，魔女菲菲卻無視此律，冒著被貶為凡人的風險，勇敢追求愛情。落入凡間的菲菲生了三個寶貝女兒：嘉嘉（六月飾）、晶晶（趙虹喬飾）以及自幼走失的小女兒亮亮（李依瑾飾）。菲菲臨終前最大的遺憾就是無法找到小女兒亮亮，因此嘉嘉與晶晶必須遵循母命繼續『尋找小妹』。不過，由於兩姊妹個性迥異，在魔法使用與愛情觀方面南轅北轍，兩人因此衝突不斷。
因為一場意外，魔女嘉嘉竟然與暗戀已久的青梅竹馬朱耀文（竇智孔飾）重逢，欣喜之餘還發現失散的小妹亮亮被朱家收養！不過表面看似和睦的朱家其實是個分崩離析的家庭，爸爸朱光年（張晨光飾）與媽媽潘心蓮（苗可麗飾）感情不睦，兩個兒子朱耀文與朱耀武（王少偉飾）勢成水火，小姪子朱耀威（楊銘威飾）則是夾縫中的牆頭草。朱家的每個人為了爭奪祖母朱林滿嬌（梅芳飾）的財產而心懷鬼胎同住屋簷下；魔女嘉嘉與晶晶為了報答朱家對小妹的養育之恩、以及兩人追尋愛情的私心，想盡辦法來到朱家經營的「１８號旅店」，而魔女與凡人的相遇，將會翻起什麼樣驚天動地的巨大波瀾呢？

## 演員表
| 角色名                                 | 演員姓名 | 劇中角色概略 |
| 嘉嘉 第1集到第59集 曉玲 第59集到第80集 | 六月     | 施展部位:眉毛。散落影像:蝴蝶。 嘉嘉因為小時候和朋友「朱耀文」的約定，立志要當護士，她一生的目標就是和耀文建立一個幸福、快樂的家庭！一天她在轉口處遇見了朱耀文，穿著警服，昏倒在她身上，她本來很高興他們的承諾實現了，沒想到朱耀文其實是一個討債的流氓！天啊！她到底該怎麼辦？在一次的火災後喪命後，魔法師史帝芬花費了三年的時間成功讓嘉嘉重生，但避免魔界長老知道所以把名字改成范曉玲。 |
| 嘉嘉 第1集到第59集 曉玲 第59集到第80集 | 梁又琳   | 施法部位:眉毛。散落影像:羽毛。嘉嘉喪命後，因史蒂芬的幫忙，所以又讓嘉嘉重生，但是為了不讓魔界長老知道，所以就改名為范曉玲。在78集因為小梅出車禍，只剩下三天可活，為了救小梅，答應先知用自己的生命才能換回小梅，因此曉玲會只剩下七天可活，被耀文知道是魔女跟魔界後慢慢失去魔法。最後亮亮用女兒的魔法換回曉玲的命。 |
| 晶晶                                   | 趙虹喬   | 施展部位:鼻子。散落影像:花瓣。 說好聽點是「利用魔法打抱不平」，說難聽點呢，就是「濫用魔法」啦！後來與耀武結婚並有一子，是朱家的長孫。 |
| 亮亮 朱戈亮                            | 李依瑾   | 施展部位:耳朵。散落影像:雪花。 亮亮從小因為走失而意外被朱家收養，是一個非常善解人意的女孩，孝順又體貼的女孩。因喜歡上外國人，選擇在國外跟男友定居。最後一集帶著他的男友Peter和他們的小孩回台灣與大家見面，並且用他們小孩的魔法把曉玲的命給救回來。 |
| 史蒂芬‧周 (魚)                         | 聶雲     | 施法方式:冥想。散落影像:藍光。因為曾經犯了禁忌因而變成魚五萬年，常常聽三姐妹訴苦，是個法力高強的魔法師，在59集時變回原本的樣子，且還將火災當時發生的事情告訴了孟婉琳，還有分一半的魔法給范曉玲。因為曉玲為了救小梅而被魔界的人發現他違規，因此又被懲罰變回魚了，這次要變成魚10萬年，被耀武跟晶晶無意間發現原本以為只是很像而已，帶回家後被耀武發現他就是史蒂芬。 |
| 哈奇‧明 (狗)                           | 西施犬   | 偶爾在18出現的狗，很愛找東西。 |
| 朱林滿嬌                               | 梅芳     | 朱光年和朱鐵漢的母親，朱家的大長老，掌握所有這個家財政大權與財產分配名單的決定者。 她的名下，除了有一間「18風尚旅店」之外，手上還握有八億的土地遺產！ 她與不成材的夫婿離異之後，白手起家創業，但她是一個很ㄍ一ㄥ的人，喜怒哀樂總放在心裡，就算她對兒子有再多的關心和疼愛，也總是板著臉，讓孩子無法感受到她的母愛；忙於工作的她，對孩子也疏於管教，直到孩子長大了之後，雖然各自成家，但卻都混亂無禮，大家各過各的生活，完全就像一盤散沙，於是，滿嬌想了一個辦法就是如果大家想要得到她的遺產，就必須重振「兄友弟恭、父慈子孝、家和萬事興」的朱家祖訓，當她這個明令頒佈之後，大家瞬間，竟真變成了虛情假意、和樂的一家人？！現在目前在日本過生活。                 |
| 朱光年                                 | 張晨光   | 滿嬌的大兒子，整個人從上到下，從腳到頭，充滿了不折不扣的混混氣質，花襯衫和飛機頭是他的正字標記，好高騖遠、喜歡膨風是他的個性標的，所幸他仍有一技之長，就是廚藝精湛，總算在這個家中有點貢獻。 由於全心巴望著分到媽媽的財產，所以非常注重對自己的「養生」，因為要是活不長，那有千金也沒用啊！ 說到這裡，還得提到他那同床異夢二十年的老婆，他與潘心蓮的戀愛故事可是標準的「天涯小歌女與江湖小阿飛」的愛情配搭。他們很快的相戀、結婚，只是，年少輕狂的光年在外面仍是糊塗的花天酒地，而且，還讓外面逢場作戲的女朋友懷了孕？！在心蓮還沈浸在新婚喜悅的頭一年裡，就意外的當了這個外遇小孩的媽！就這樣，心蓮與光年開始上演了一輩子難分難解，刀裡來、火裡去的感情大戰～ |
| 潘心蓮                                 | 苗可麗   | 當年是個熱情又開朗的天涯小歌女，雖然追求者眾，當中也不乏政商名流，但她可沒一個看上眼，卻想不到會愛上那個第一次見面就跟她求婚的阿飛朱光年；心蓮被光年的浪子氣息深深吸引，無法自拔，對他可以說是「一見鍾情」，豈料她不顧一切的嫁給了他，婚後一年竟換得了幫別的女人養小孩的命運！ 這成為了她心裡難以抹滅的傷痛；於是，隔年，她懷孕了，光年歡喜了十個月，在孩子出生的那一刻，心蓮才告訴光年，孩子不是他的！光年宛如晴天霹靂，剎那間，心蓮得到了一股報復的快感！於是她變成表面高貴、高雅又高尚的三高女，事實上卻是一個虛偽、虛情又虛意的三虛女！但是，她當年那份真情摯愛，是完全的消失了嗎？                                                                        |
| 朱耀文                                 | 竇智孔   | 29歲，一開始喜歡孟婉琳，後來喜歡上嘉嘉，因此惹來孟琬琳的忌妒，在一次失火中因嘉嘉而獲救，但也同時失去了嘉嘉，後來知道嘉嘉是魔女也認識了史蒂芬‧周。後來因為史蒂芬‧周和晶晶而發現曉玲是嘉嘉，最後跟曉玲結婚。 |
| 朱耀武                                 | 王紹偉   | 27歲。其實朱耀武並非潘心蓮和小廖外遇生的，而是朱光年的親生兒子。一開始喜歡嘉嘉，後來因為耀文也喜歡嘉嘉因此兩人略有共識打算公平競爭，但後來有次因意外而身亡而被晶晶利用腳而換回生命，後來努力尋找晶晶下落，找到後卻因為晶晶怕拖累自己而不答應結婚，但後來還是跟晶晶結婚了。 |
| 蘇麥可                                 | 王紹偉   | 假扮蘇麥可，為了追回范晶晶。 |
| 朱耀威                                 | 楊銘威   | 本來喜歡亮亮，但後來因為嘉嘉過世亮亮太難過，所以晶晶就把亮亮送到了美國。亮亮在美國的時候因為喜歡上別人，所以大家就找了Kiki來騙耀威，後來因為Kiki出國後遇上了小梅，最後喜歡上小梅。 |
| 封培倫                                 | 張宇     | 朱光年當年的兄弟、綽號叫無敵風火輪、封哥。口頭上說做「正經生意」，實為南美洲軍火商。 |
| (假) 張本怡 廖春梅                     | 林美秀   | 封培倫派來騙朱光年的歐巴桑，並不是朱光年的初戀情人-張本怡。 |
| (真) 張本怡                            | 小潘潘   | 朱光年當年的初戀情人、綽號叫辣妹小櫻桃。 |
| 廖俊雄                                 | 楊少文   | 人稱三重埔阿雄，別名小廖。當年，因朱光年率眾突擊楓林小館，情勢緊急而自願頂替為潘金蓮的假外遇對象，實際上與朱耀武毫無血緣關係。 |
| 吳春香                                 | 李之勤   | 朱耀文的親生媽媽，朱光年的外遇對象。 |
| JENNIFER 孟婉琳                        | 林利霏   | 施展道具:手上的戒指。散落影像:紅光。女警察，朱耀文以前暗戀的對象，一開始出場並沒有魔法，因之前想要幫助其他人所以把魔力交給小魔女。直到劇情發展到最後她拿回了魔法，並利用心機和魔法搶奪朱耀文，是個邪惡、陰險狡詐的魔女，最後被亮亮發現是魔女，還想跟耀文同歸於盡卻害了嘉嘉，後來得知嘉嘉為了救她而喪命，最後良心發現用魔法交換朱光年的生命，後來選擇離開。 |
| 殺手A                                  | 鄭凱中   | 殺手。 |
| 殺手B                                  | 阿財     | 殺手。 |
| 蕭建仁                                 | 姜榮峰   | 八週刊的總編。 |
| 小魔女                                 | ?        | 魔女的長老，掌管魔界跳蚤市場。 |
| 阮香梅                                 | 鍾欣怡   | 朱光年的養女，從小暗戀著朱耀武，在64集成為18櫃檯小姐，最喜歡吃漢堡，卻為了送耀威比賽用的食材而車禍，被曉玲換命而救活，後來喜歡耀威跟他交往結婚。 |
| 張怡芳 Evonne                          | 林韋君   | 在60集入住18的房客，其實是飯店業的Holiday resort的集團總裁，為了看看耀文是否夠資格能成為他未來的另一半，雖然他能接受沒有愛情的婚約，是因為曾經被男人騙過感情，而且他現在還是深愛著他所以才能夠接受，最後還是選擇跟JACK在一起，已經回關島了。 |
| KiKi 林佳玲                            | 朱芯儀   | 陪酒小姐，為了要讓耀威忘掉亮亮，在耀威面前假扮成鬼，最後被耀威發現是人，可是卻不知不覺中愛上了耀威想放棄出國唸書，但是最後還是出國唸書了。 |
| 彼德                                   | 小應     | 客串，戲中演出的是八週刊總編舅舅的兒子。 |
| 魔男                                   | 地球     | 客串第一集，被魔女施法而跌倒。 |
|                                        | 劉以豪   | 客串第一集追求晶晶的人。 |
| Joyce                                  | 廖欣寧   | 八週刊員工。 |
| 吳豪孝                                 | 黃士偉   | 八週刊副總，嘉嘉相親對象，很愛說冷笑話所以外號叫不好笑(台)。 |
| 算命師                                 | -        | 配合朱家演一齣戲騙張怡芳這三日有血光之災。 |
| 朱鐵漢                                 | -        | 朱耀威的親生爸爸，耀威的爸爸在他小時候就和幫派結仇，死於仇家槍下，從來沒有出現過。 |
| 趙小姐                                 | 李冠儀   | 入住18的房客，是個女騙子要偷18的錢。 |
| 江口一郎                               | 孫協志   | 在71集登場，日本人，18廚師，喜歡范曉玲的追求者，為了一件醜聞被巨人飯店掌握，所以被威脅出賣18，盜竊秘方和去巨人飯店當主廚，因此展開復仇計畫，為了能夠讓耀威能在飄香網美食比賽得冠軍，用激將法就是希望讓他能夠變的更厲害，也為了18所以他才決定這樣做，復仇計畫成功後幫耀威暫時幫忙18幫了1個月就回去美國了。 |
| Jack                                   | 黃玉榮   | 張怡芳的前男友，兩人因為晶晶的協助終於合好了，已經相約回關島了。 |
| 菜籃                                   | 焦志方   | 在71集登場，是個台灣美食評論家。 |
| 先知                                   | 明金成   | 第一集客串的麵店老闆，其實是魔界法力強大的全能先知，因為小梅出車禍，只剩下一天半可活，為了救小梅的曉玲只能以生命交換救回小梅，因此曉玲答應後會只剩下七天可活。 |
| Angle                                  | ?        | 亮亮的女兒，用了魔法救曉玲的命。 |
| 魔女A                                  | ?        | 施法部位:眼睛。散落影像:閃光。客串第一集。 |
| 魔女B                                  | ?        | 施法部位:嘴巴。散落影像:紫光。客串第一集。 |
| 好心女                                 | 錢帥君   | 客串第一集。 |
| 女護士                                 | 僅雯     | 醫院值夜班女護士。 |
| 院長                                   | 羅北安   | 醫院院長。 |
| PUB潮男                                | 陳志強   | 客串第一集。 |
| 王小姐                                 | 樓心潼   | 客串第72集，與耀文相親的女生。 |

## 電視主題曲
| 歌名     | 主唱 | 長度  | 類別   | 作詞         | 作曲       |
| -------- | ---- | ----- | ------ | ------------ | ---------- |
| 俠侶神鵰 | 張宇 | 03:50 | 片頭曲 | 作詞：小牛   | 作曲：張宇 |
| 置身事外 | 張宇 | 04:33 | 片尾曲 | 作詞：十一郎 | 作曲：張宇 |

## 華視首播收視率
| 播映日期                     | 週數     | 平均收視率 | 排名 | 集數  | 備註               |
| ---------------------------- | -------- | ---------- | ---- | ----- | ------------------ |
| 2009年6月8日－2009年6月12日  | 1        | 1.15       | -    | 01-05 |                    |
| 2009年6月15日－2009年6月19日 | 2        | 1.17       | -    | 06-10 |                    |
| 2009年6月22日－2009年6月26日 | 3        | 1.15       | -    | 11-15 |                    |
| 2009年6月29日－2009年7月3日  | 4        | 1.21       | -    | 16-20 |                    |
| 2009年7月6日－2009年7月10日  | 5        | 1.27       | -    | 21-25 |                    |
| 2009年7月13日－2009年7月17日 | 6        | 1.26       | -    | 26-30 |                    |
| 2009年7月20日－2009年7月24日 | 7        | 1.18       | -    | 31-35 |                    |
| 2009年7月27日－2009年7月31日 | 8        | 1.43       | -    | 36-40 |                    |
| 2009年8月3日－2009年8月7日   | 9        | 1.43       | -    | 41-45 |                    |
| 2009年8月10日－2009年8月11日 | 10       | 1.28       | -    | 46-50 |                    |
| 2009年8月17日－2009年8月21日 | 11       | 1.16       | -    | 51-55 |                    |
| 2009年8月24日－2009年8月28日 | 12       | 1.20       | -    | 56-60 |                    |
| 2009年8月31日－2009年9月4日  | 13       | 1.20       | -    | 61-65 |                    |
| 2009年9月7日－2009年9月10日  | 14       | 1.13       | -    | 66-69 | 改為周一至周四播出 |
| 2009年9月14日－2009年9月17日 | 15       | 1.11       | -    | 70-73 |                    |
| 2009年9月21日－2009年9月24日 | 16       | 0.99       | -    | 74-77 |                    |
| 2009年9月28日－2009年9月30日 | 17       | 1.24       | -    | 78-80 | 完結篇             |
| 平均收視                     | 平均收視 | -          | -    |       |                    |

- 同時段節目：
  - 中視：《賢內助女王》
    - 週五《周五八點黨》
- 由AGB尼爾森調查，調查範圍是四歲以上收看電視之觀眾。

## 活動
- 魔女18號戶外試片見面會 （页面存档备份，存于） 6/5號晚上18:30

## 外部連結
- 《魔女18號》官方網站 （页面存档备份，存于）
- 《魔女18號》 (magic_18)的Plurk專頁
- 魔女18號-華視 （页面存档备份，存于）

| 中華電視公司 星期一~五20:00 - 22:00        | 中華電視公司 星期一~五20:00 - 22:00                                                | 中華電視公司 星期一~五20:00 - 22:00 |
| ------------------------------------------ | ---------------------------------------------------------------------------------- | ----------------------------------- |
|                                            | 魔女18號 （2009年6月8日-2009年9月30日） (2009年9月7日後改為星期一~四20:00 - 22:00) |                                     |
| 住左邊住右邊 （2009年5月6日-2009年6月4日） | 我在墾丁*天氣晴 （2009年10月5日-2009年10月20日）                                   |                                     |